# Veikko Virtanen
Veikko Armas Virtanen, född 14 juni 1928 i Helsingfors, är en finsk orgelbyggare från Esbo. 
Han har en kantors- och organistutbildning. Han började bygga små mekaniska orglar år 1951 på sin fars snickeri. Hans fabrik har byggt fler än 150 orglar. Han har också renoverat gamla orglar.